# Rundetårn
Rundetårn (ou Rundetaarn, littéralement « la tour ronde ») est une tour du XVIIe siècle à Copenhague au Danemark. La tour fait partie de l'Ouvrage de la Trinité, qui fut construit pour fournir aux érudits de l’époque un observatoire astronomique, une église et une bibliothèque universitaire.

## Histoire
La tour fut construite par ordre du roi Christian IV sur la suggestion de l'astronome Christian Sørensen Longomontanus (1562-1647) et conçue par l’architecte Hans van Steenwinckel le Jeune (en). La première pierre fut posée le 7 juillet 1637, et la tour fut achevée en 1642. L’église fut achevée en 1656 et la bibliothèque en 1657.
L’observatoire et la bibliothèque faisaient partie de l’université de Copenhague jusqu’en 1861. Parmi les astronomes qui ont utilisé l'observatoire, on peut citer Jean Picard, astronome français qui y effectua des mesures astronomiques en 1671 en rapport avec l'observatoire de Tycho Brahé situé dans l'île d'Heven ; là, il rencontra Ole Rømer (1644-1710) qui était attaché à l'observatoire.

L’astéroïde (5505) Rundetårn commémore cet édifice. 
Hans Christian Andersen fait référence à la tour dans son conte Le Briquet quand il évoque la grandeur des yeux du chien aux pièces d'or.

## Architecture

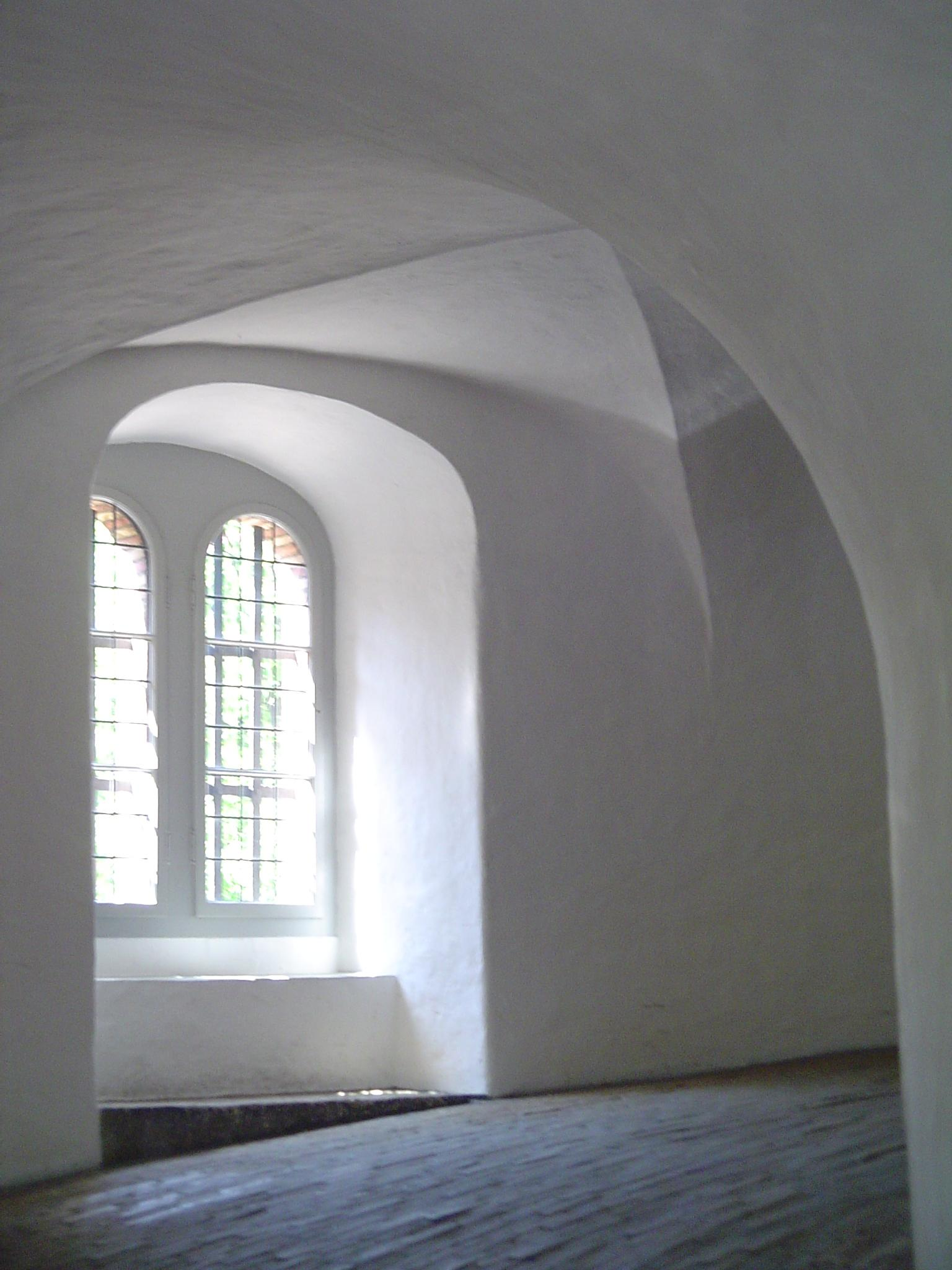
Le couloir en colimaçon de la Rundetårn

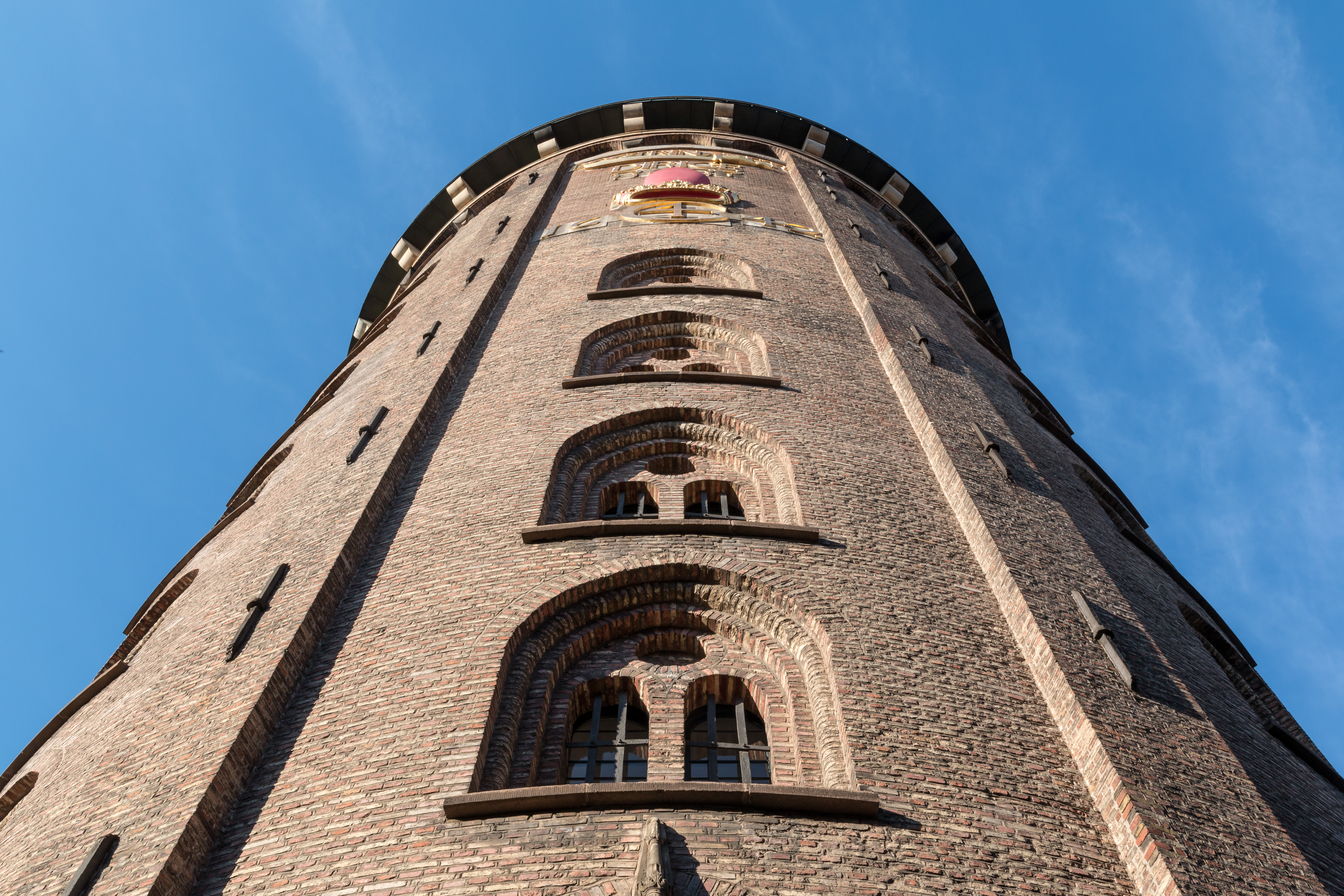
Vue du bas.

La tour est haute de 34,8 mètres. Un couloir en hélice mène au sommet en 7 tours et demi et 209 mètres de long. C'est l'unique moyen de monter. La construction d'un ascenseur fut envisagée en 1902 : les plans prévoyaient de faire passer une cabine dans la cavité centrale circulaire de la tour, mais elle n'aurait pu accueillir qu'un seul passager à la fois. 
Une niche dans le mur, près du sommet, permet d'accéder à la cavité centrale de la tour où une plaque de verre empêche les chutes. Les visiteurs peuvent s'y tenir debout et regarder la base de la tour, 25 mètres plus bas, sous leurs pieds. Cette cavité marque le point kilométrique zéro au Danemark, établi dans les années 1760 quand l'astronome Thomas Bugge fut chargé de dessiner une carte précise du pays.
Une autre niche donne accès aux historiques latrines. Le conteneur récupérant les déjections n'a été vidé qu'en 1921, nécessitant l'équivalent de 9 cargaisons de camions. Des toilettes plus modernes ont été installées en 1902.
Le couloir permet d'accéder également à l’église et à la bibliothèque.

## Observatoire
Au sommet de la tour se situent un petit planétarium et le plus vieil observatoire d'Europe encore en activité. Utilisé par l'Université de Copenhague jusqu'en 1861, il sert aujourd'hui aux astronomes amateurs, et aux démonstrations pour les visiteurs de la tour. Haut de 6,75 mètres et d'un diamètre de 6 mètres, il abrite une lunette astronomique (réfracteur).

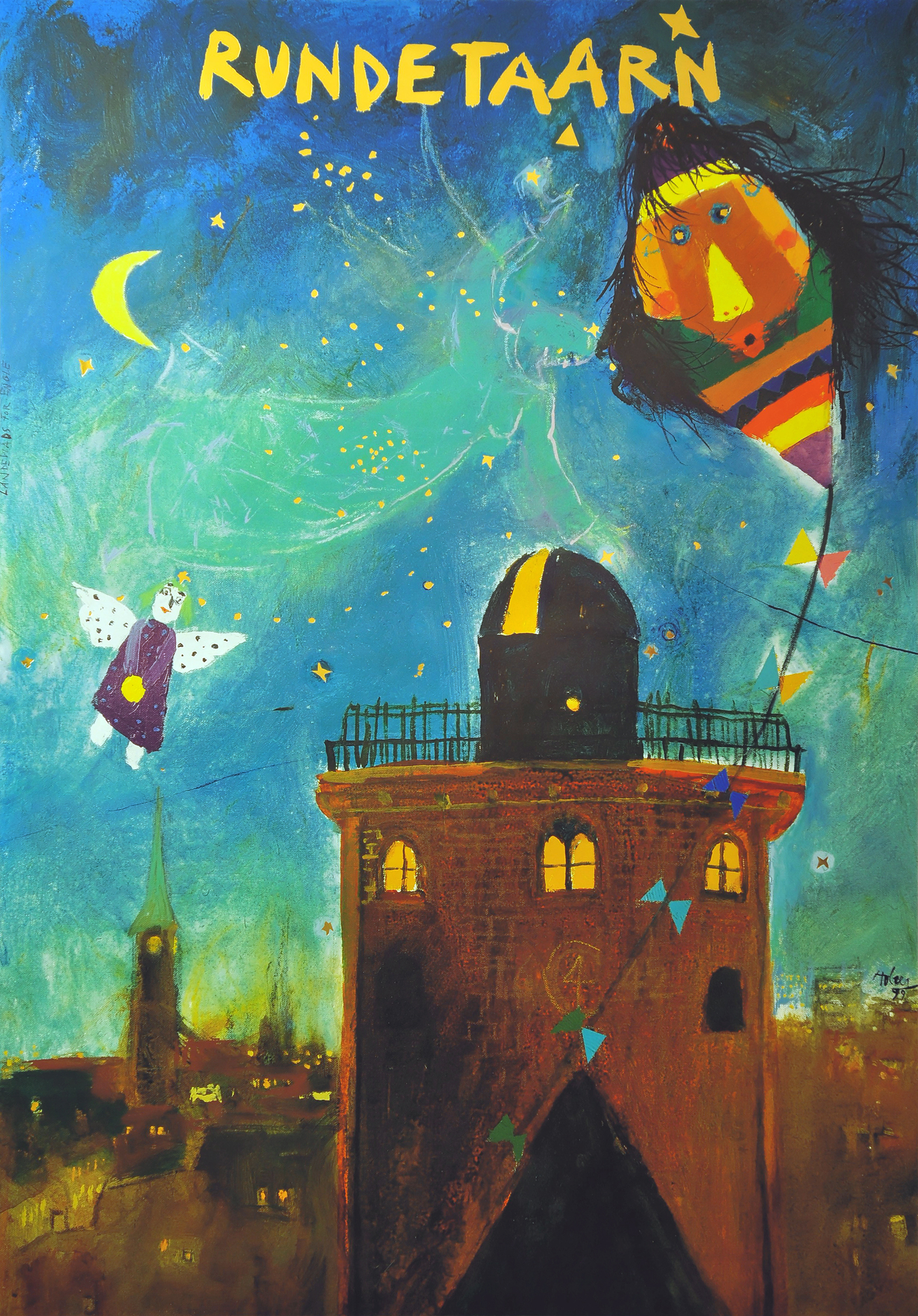
Adi Holzer: Rundetårn 1999.